# Laurynas Rimavičius
Laurynas Rimavičius (Kėdainiai, 21 ottobre 1985) è un ex calciatore lituano, di ruolo difensore.

## Carriera

### Club
Ha giocato nella prima divisione lituana, che ha anche vinto in 2 occasioni con la maglia dell'Ekranas.

### Nazionale
Nel 2008 ha giocato una partita in nazionale.

## Statistiche

### Cronologia presenze e reti in nazionale
| Cronologia completa delle presenze e delle reti in nazionale ― Lituania | Cronologia completa delle presenze e delle reti in nazionale ― Lituania | Cronologia completa delle presenze e delle reti in nazionale ― Lituania | Cronologia completa delle presenze e delle reti in nazionale ― Lituania | Cronologia completa delle presenze e delle reti in nazionale ― Lituania | Cronologia completa delle presenze e delle reti in nazionale ― Lituania | Cronologia completa delle presenze e delle reti in nazionale ― Lituania | Cronologia completa delle presenze e delle reti in nazionale ― Lituania |
| Data                                                                    | Città                                                                   | In casa                                                                 | Risultato                                                               | Ospiti                                                                  | Competizione                                                            | Reti                                                                    | Note                                                                    |
| ----------------------------------------------------------------------- | ----------------------------------------------------------------------- | ----------------------------------------------------------------------- | ----------------------------------------------------------------------- | ----------------------------------------------------------------------- | ----------------------------------------------------------------------- | ----------------------------------------------------------------------- | ----------------------------------------------------------------------- |
| 22-11-2008                                                              | Kuressaare                                                              | Estonia                                                                 | 1 – 1                                                                   | Lituania                                                                | Amichevole                                                              | -                                                                       |                                                                         |
| Totale                                                                  |                                                                         | Presenze                                                                | 1                                                                       |                                                                         | Reti                                                                    | 0                                                                       |                                                                         |

## Palmarès

### Club

#### Competizioni nazionali
- Campionato lituano: 2

Ekranas: 2005, 2008
- Coppa di Lega lettone: 1

Daugava: 2013
- Supercoppa di Lettonia: 1

Daugava: 2013